# Wolfgang Sandner (Musikkritiker)
Wolfgang Sandner (* 3. Juli 1942 in Ossegg) ist ein deutscher Musikkritiker, Musikwissenschaftler und Jazzautor.

## Leben
Sandner lebt seit 1947 in Frankfurt am Main, wo er die Helmholtzschule besuchte und anschließend Romanistik, Geschichte, Kunstgeschichte und Musikwissenschaft studierte. 1971 promovierte er über Die Klarinette bei Carl Maria von Weber in Musikwissenschaft und war danach Programmdirektor und Produzent für zeitgenössische Musik bei dem zu Schott gehörenden Musiklabel Wergo und im Schott-Verlag unter anderem verantwortlich für das Musiklexikon von Hugo Riemann, die Wiener Urtext Edition und Gesamtausgaben von Richard Wagner, Arnold Schönberg, Paul Hindemith. Daneben befasste er sich schon in den 1960er Jahren als Kritiker vor allem mit populärer Musik, veröffentlichte mehrere Bücher über Rock- und Jazzmusik und hatte 1978 bis 1985 einen Lehrauftrag darüber an der Universität Frankfurt. Schon seit 1968 war er freischaffender Musikkritiker, ab 1968 bei der Frankfurter Neuen Presse und ab 1970 bei der Frankfurter Allgemeinen Zeitung, wo er 1981 bis 2007 Musikredakteur war und für die er nach wie vor schreibt. 2002 bis 2007 hatte er eine Professur für Musiktheater-Kritik an der Hochschule für Musik und Darstellende Kunst Frankfurt am Main, seit 2008 lehrt er  Aufführungsanalyse an der Universität Marburg.

## Schriften
- Die Klarinette bei Carl Maria von Weber Wiesbaden, Breitkopf und Härtel, 1971
- Jazz – zur Geschichte und stilistischen Entwicklung afroamerikanischer Musik, Laaber, Laaber Verlag 1982
- Miles Davis – Eine Biographie, Rowohlt, Berlin 2010 ISBN 978-3-87134-677-4
- Keith Jarrett. Eine Biographie Rowohlt, Berlin 2015 ISBN 978-3-87134-780-1
- Die glorreichen Siebzehn. Die hr-Bigband. Frankfurt, Societätsverlag 2018, ISBN 978-3-95542-304-9

als Herausgeber
- Jazz in Frankfurt, Frankfurt am Main Societäts-Verlag 1990
- Kleines Wörterbuch der Tonkunst – in einundzwanzig Lieferungen und mit einer Zugabe, 2 Bände, Salzburg, Residenz Verlag 1999 und 2001
- Rockmusik – Aspekte zur Geschichte, Ästhetik, Produktion, Mainz, Schott, 1977
- Heiner Goebbels – Komposition als Inszenierung, Berlin, Henschel 2002
- Jazz, Handbuch der Musik im 20. Jahrhundert, Band 9, Laaber, Laaber Verlag, 2005 (mit Beitrag von Sandner zu Jazz in den Künsten)
- 25 Klassiker der Musik, 2006
- Herausgeber (mit Rainer Kern und Hans-Jürgen Linke): Der blaue Klang – Musik, Literatur, Film, Tonspuren: Der Wirkungskreis von ECM und der europäisch-amerikanische Musikdialog, Wolke 2010

Artikel in
- Klaus Wolbert (Hrsg.) That´s Jazz – der Sound des 20. Jahrhunderts, Ausstellungskatalog Darmstadt 1988, Häusser Verlag 1997 (u. a. Vorformen des Jazz - Minstrel und Ragtime, Gospel und Spiritual, Mississippi - Jazz goes up the River)
- Hans-Klaus Jungheinrich, Rolf W. Stoll (Hrsg.) Identitäten: Der Komponist und Dirigent Peter Eötvös Mainz, Schott 2005